# Historia de los logaritmos

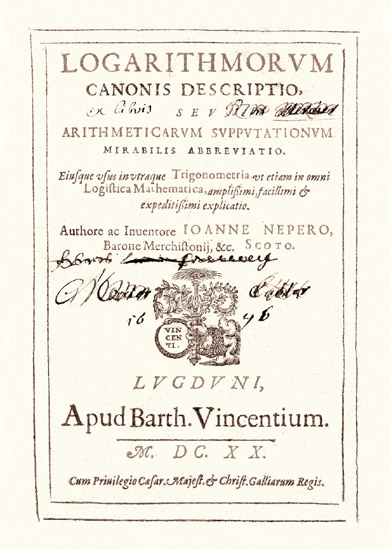
Portada del Logarithmorum de John Napier (1620)

La historia de los logaritmos es el relato de cómo se desarrolló la correspondencia (en términos modernos, el isomorfismo grupal) existente entre la multiplicación de los números reales positivos y su suma sobre la recta real, que se formalizó en la Europa del siglo XVII y que se utilizó ampliamente para simplificar el cálculo hasta la popularización de las calculadoras digitales. La idea de los logaritmos neperianos se publicó por primera vez en 1614, y Henry Briggs introdujo poco después los logaritmos comunes (de base 10), que eran más fáciles de usar. Las tablas de logaritmos se publicaron en muchas formas durante cuatro siglos. La idea de los logaritmos también se usó para construir la regla de cálculo, que se hizo omnipresente en ciencia e ingeniería hasta la década de 1970. Un avance que generó el logaritmo natural fue el hallazgo de una expresión para el área cubierta por una hipérbola equilátera, lo que a su vez requirió idear una nueva función matemática con múltiples aplicaciones.

## Logaritmo común

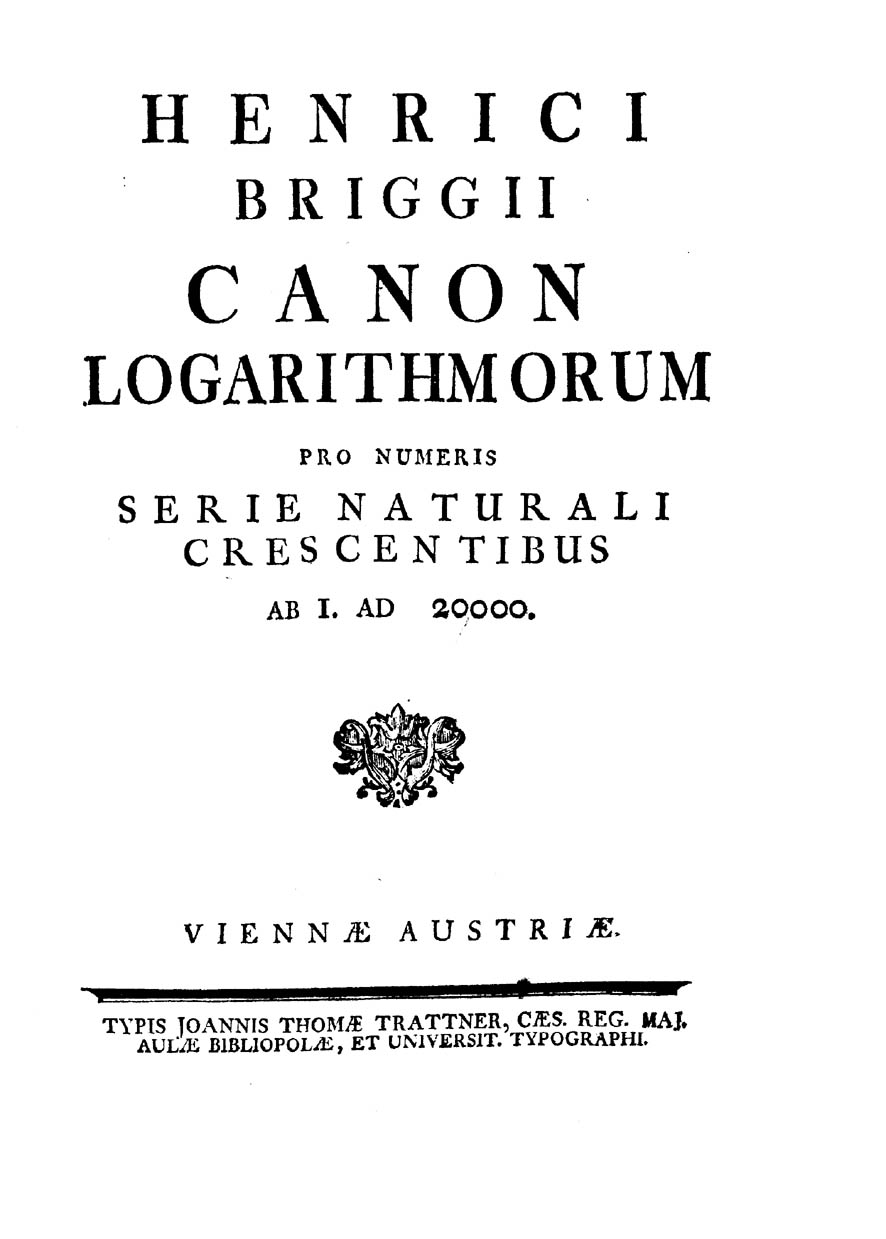
Canon logarithmorum

Así como el logaritmo común de diez es uno, el de cien es dos y el de mil es tres, el concepto de logaritmos comunes está muy cerca del sistema numérico de posición decimal. Se dice que el registro común tiene una base 10, pero la base 10.000 también es muy antigua, y sigue siendo común en el este de Asia. En su libro El Arenario, Arquímedes utilizó la miríada como la base de un sistema numérico diseñado para contar los granos de arena que podría contener el universo. Como se observó en 2000:

En la antigüedad, Arquímedes dio una regla para reducir la multiplicación a la suma, haciendo uso de la progresión geométrica de los números y relacionándolos con una progresión aritmética.

En 1616 Henry Briggs visitó a Napier en Edimburgo para discutir el cambio sugerido en los logaritmos de Napier. Al año siguiente, volvió a visitarlo con un propósito similar. Durante estas reuniones, se acordó la modificación propuesta por Briggs, y a su regreso de su segunda visita a Edimburgo, en 1617, publicó sus primeros mil logaritmos. 
En 1624 Briggs publicó su Arithmetica Logarithmica, en formato folio, una obra que contiene los logaritmos de treinta mil números naturales con catorce decimales (de 1 a 20.000; y de 90.001 a 100.000). Posteriormente, Adriaan Vlacq amplió esta tabla, pero a 10 lugares, y Alexander John Thompson la completó con 20 lugares en 1952. 
Briggs fue uno de los primeros en utilizar métodos de diferencias finitas para calcular tablas de funciones. También completó una tabla de senos y tangentes logarítmicos para la centésima parte de cada grado con catorce decimales, incluyendo una tabla de senos naturales con quince cifras y las tangentes y secantes con diez. Todas estas tablas fueron impresas en Gouda en 1631, publicándose en 1633 bajo el título de Trigonometria Britannica. Este trabajo fue probablemente el sucesor de su Logarithmorum Chilias Prima de 1617 ("Los primeros mil logaritmos"), en el que se daba una breve descripción de los logaritmos y una larga tabla de los primeros 1000 enteros calculados con el decimocuarto lugar decimal.

## Logaritmo natural

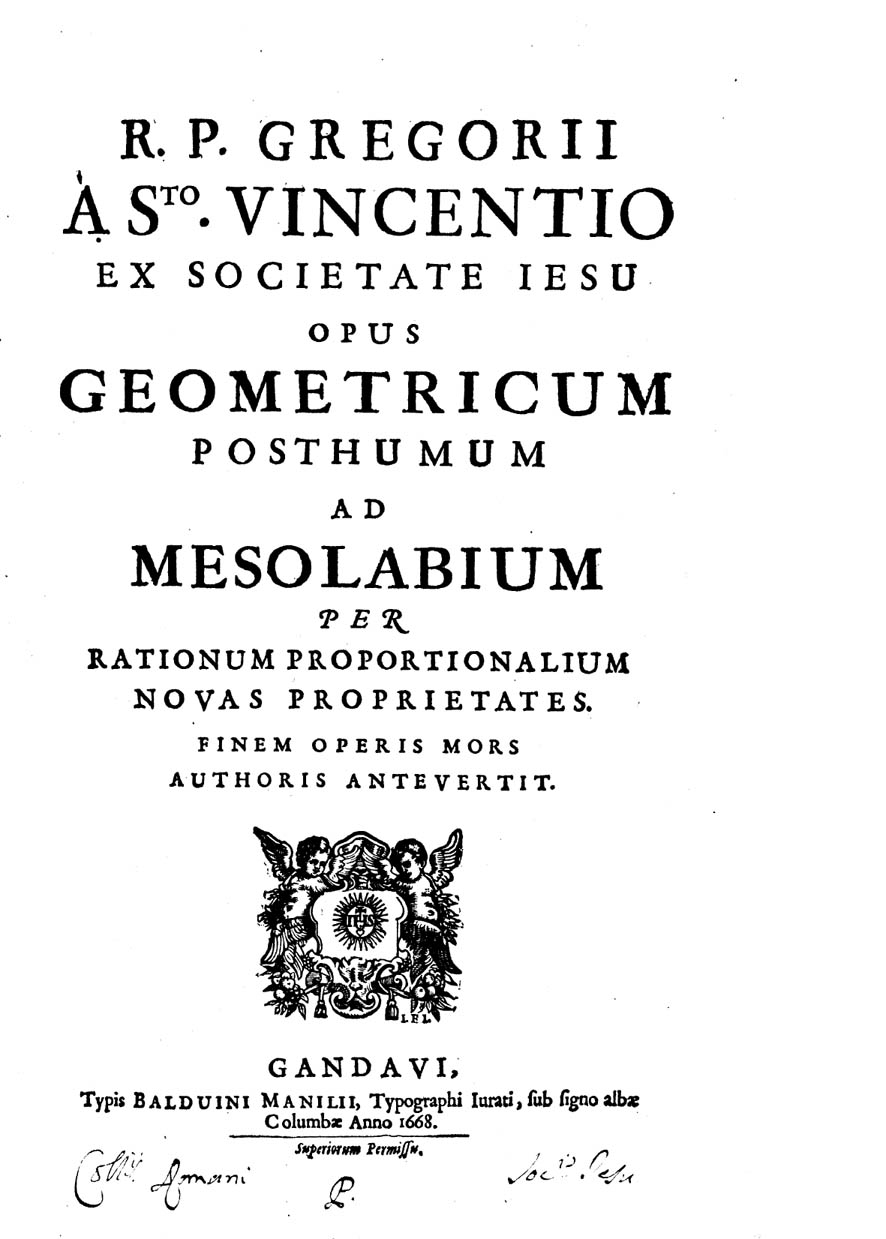
Opus geometricum posthumum, 1668

En 1649, Alfonso Antonio de Sarasa, un exalumno de Grégoire de Saint-Vincent, relacionó los logaritmos con la cuadratura de la hipérbola, señalando que el área A(t) debajo de la hipérbola desde x = 1 hasta x = t, satisface
{\displaystyle A(tu)=A(t)+A(u).}
El logaritmo natural fue descrito por primera vez por Nicholas Mercator en su trabajo Logarithmotechnia, publicado en 1668, aunque el profesor de matemáticas John Speidell ya había compilado en 1619 una tabla de lo que efectivamente eran logaritmos naturales, basados en el trabajo de Napier.
El historiador Tom Whiteside describió la transición a la función analítica de la siguiente manera:

A finales del siglo XVII, podemos decir que mucho más que ser un dispositivo de cálculo adecuadamente bien tabulado, la función logaritmo, muy basada en el modelo del área de la hipérbola, había sido aceptada en las matemáticas. Cuando, en el siglo XVIII, se descartó esta base geométrica en favor de una completamente analítica, no fue necesaria ninguna extensión o reformulación: el concepto de "área de la hipérbola" se transformó sin problemas en el "logaritmo natural".

Leonard Euler trataba los logaritmos como los exponentes de cierto número, llamado la base del logaritmo. Observó que el número 2.71828, y su recíproco, proporcionaban un punto en la hipérbola xy = 1 de modo que un área de una unidad cuadrada se encuentra debajo de la hipérbola, a la derecha de (1,1) y por encima de la asíntota de la hipérbola. Luego llamó al logaritmo, con este número como base, el logaritmo natural. 
Como señaló Howard Eves, "Una de las anomalías en la historia de las matemáticas es el hecho de que los logaritmos se descubrieran antes de que se utilizaran los exponentes". Carl B. Boyer escribió: "Euler fue uno de los primeros en tratar los logaritmos como exponentes, de la manera que ahora nos resulta tan familiar".

## Pioneros de los logaritmos

### Antecesores
Los babilonios en algún momento entre los años 2000 y 1600 a. C. pudieron haber inventado el algoritmo de multiplicación de un cuarto cuadrado para multiplicar dos números usando solo sumas, restas y una tabla de cuartos cuadrados. Por lo tanto, una tabla de este tipo tenía un propósito similar a las tablas de logaritmos, que también permiten calcular la multiplicación mediante búsquedas en una tabla y sumas. Sin embargo, el método del cuarto cuadrado no podría usarse para la división sin una tabla adicional de recíprocos (o el conocimiento de un algoritmo suficientemente simple para generar recíprocos). Se usaron tablas grandes de cuartos cuadrados para simplificar la multiplicación precisa de números grandes desde 1817 en adelante, hasta que resultaron relegados por el uso de computadoras.
El matemático indio Virasena trabajó con el concepto de ardhaccheda: el número de veces que un número de la forma 2n podría reducirse a la mitad. Para potencias exactas de 2, esto es igual al logaritmo binario, pero difiere del logaritmo para otros números y proporciona orden 2-ádico en lugar del logaritmo. 
Michael Stifel publicó Arithmetica integra en Núremberg en 1544, que contiene una tabla de enteros y potencias de 2 que se ha considerado una versión temprana de una tabla de logaritmos binarios.
En el siglo XVI y principios del XVII, se utilizó un algoritmo llamado prosthaphaeresis para aproximar la multiplicación y la división, para lo que se utilizaban identidades trigonométricas: 
{\displaystyle \cos \alpha \cos \beta ={\frac {1}{2}}[\cos(\alpha +\beta )+\cos(\alpha -\beta )]}
convirtiendo las multiplicaciones en adiciones y búsquedas en tablas. Sin embargo, los logaritmos son más directos y requieren menos trabajo. Se puede demostrar usando la fórmula de Euler que las dos técnicas están relacionadas.

### Bürgi
El matemático suizo Jost Bürgi construyó una tabla de progresiones que puede considerarse una tabla de antilogaritmos independientemente de John Napier, cuya difusión (en 1614) era conocida cuando Bürgi publicó sus propias tablas a instancias de Johannes Kepler. Se sabe que Bürgi tenía alguna forma de simplificar los cálculos alrededor de 1588, pero lo más probable es que este fuera el uso de la prosthaphaeresis, y no el uso de su tabla de progresiones que probablemente se remonta a alrededor de 1600. De hecho, Wittich, que estaba en Kassel desde 1584 hasta 1586, trajo consigo el conocimiento de la prosthaphaeresis, un método por el que las multiplicaciones y divisiones pueden ser reemplazadas por sumas y restas de valores trigonométricos. Este procedimiento logró lo mismo que los logaritmos conseguirían hacer unos años más tarde.

### Napier

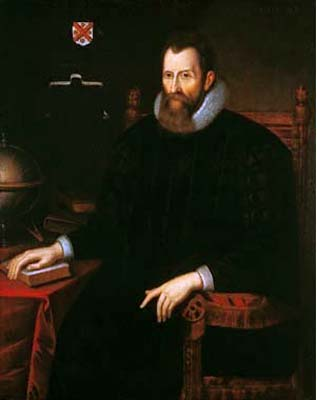
John Napier (1550-1617), el inventor de los logaritmos

El método de los logaritmos fue propuesto públicamente por John Napier en 1614, en un libro titulado Mirifici Logarithmorum Canonis Descriptio (Descripción de la maravillosa regla de los logaritmos).
Johannes Kepler, quien utilizó tablas de logaritmos ampliamente para compilar sus Efemérides, y que por lo tanto, incluyó una mención a Napier, comentó: 

... el acento en el cálculo llevó a Justus Byrgius [Joost Bürgi] en el camino hacia estos mismos logaritmos muchos años antes de que apareciera el sistema de Napier; pero ... en lugar de criar a su hijo para el beneficio público, lo abandonó al nacer.
Johannes KeplerTablas Rudolfinas (1627)

Mediante sustracciones repetidas, Napier calculó (1 − 10−7)L para L variando de 1 a 100. El resultado para L = 100 es aproximadamente 0.99999 = 1 − 10−5. Posteriormente calculó los productos de estos números con 107(1 − 10−5)L para L de 1 a 50, y lo hizo de manera similar con 0.9998 ≈ (1 − 10−5)20 y 0.9 ≈ 0.99520. Estos cálculos, que llevaron 20 años de trabajo, le permitieron dar, para cualquier número N de 5 a 10 millones, el número L que resuelve la ecuación 
{\displaystyle N=10^{7}(1-10^{-7})^{L}.}
Napier primero llamó a L un "número artificial", pero luego introdujo la palabra "logaritmo" para significar un número que indica una relación: λόγος (logos), que significa proporción, y ἀριθμός (arithmos) que significa número. En la notación moderna, la relación con los logaritmos naturales es:
{\displaystyle L=\log _{(1-10^{-7})}\left({\frac {N}{10^{7}}}\right)\approx 10^{7}\log _{1/e}\left({\frac {N}{10^{7}}}\right)=-10^{7}\log _{e}\left({\frac {N}{10^{7}}}\right),}
donde una aproximación muy cercana corresponde a la observación de que 
{\displaystyle (1-10^{-7})^{10^{7}}\approx {\frac {1}{e}}.}
La invención fue rápida y ampliamente recibida con aclamaciones. Los trabajos de Bonaventura Cavalieri (Italia), Edmund Wingate (Francia), Xue Fengzuo (China) y el Chilias logarithmorum de Johannes Kepler (Alemania) ayudaron a difundir aún más el concepto.

### Euler

Gráfico de la ecuación y = 1/x. Aquí, el número e de Euler hace que el área sombreada sea igual a 1

Alrededor de 1730, Leonhard Euler definió la función exponencial y el logaritmo natural según la expresión
{\displaystyle {\begin{aligned}e^{x}&=\lim _{n\rightarrow \infty }\left(1+{\frac {x}{n}}\right)^{n},\\[6pt]\ln(x)&=\lim _{n\rightarrow \infty }n(x^{1/n}-1).\end{aligned}}}
En su libro de texto de 1748 "Introductio in analysin infinitorum" (Introducción al análisis del infinito), Euler publicó el enfoque estándar de los logaritmos a través de una función inversa: en el capítulo 6, "Sobre exponenciales y logaritmos", comienza con una base constante a y analiza la función trascendente {\displaystyle y=a^{z}.} Entonces, su inverso es el logaritmo: 
z = log a y .

## Tablas de logaritmos

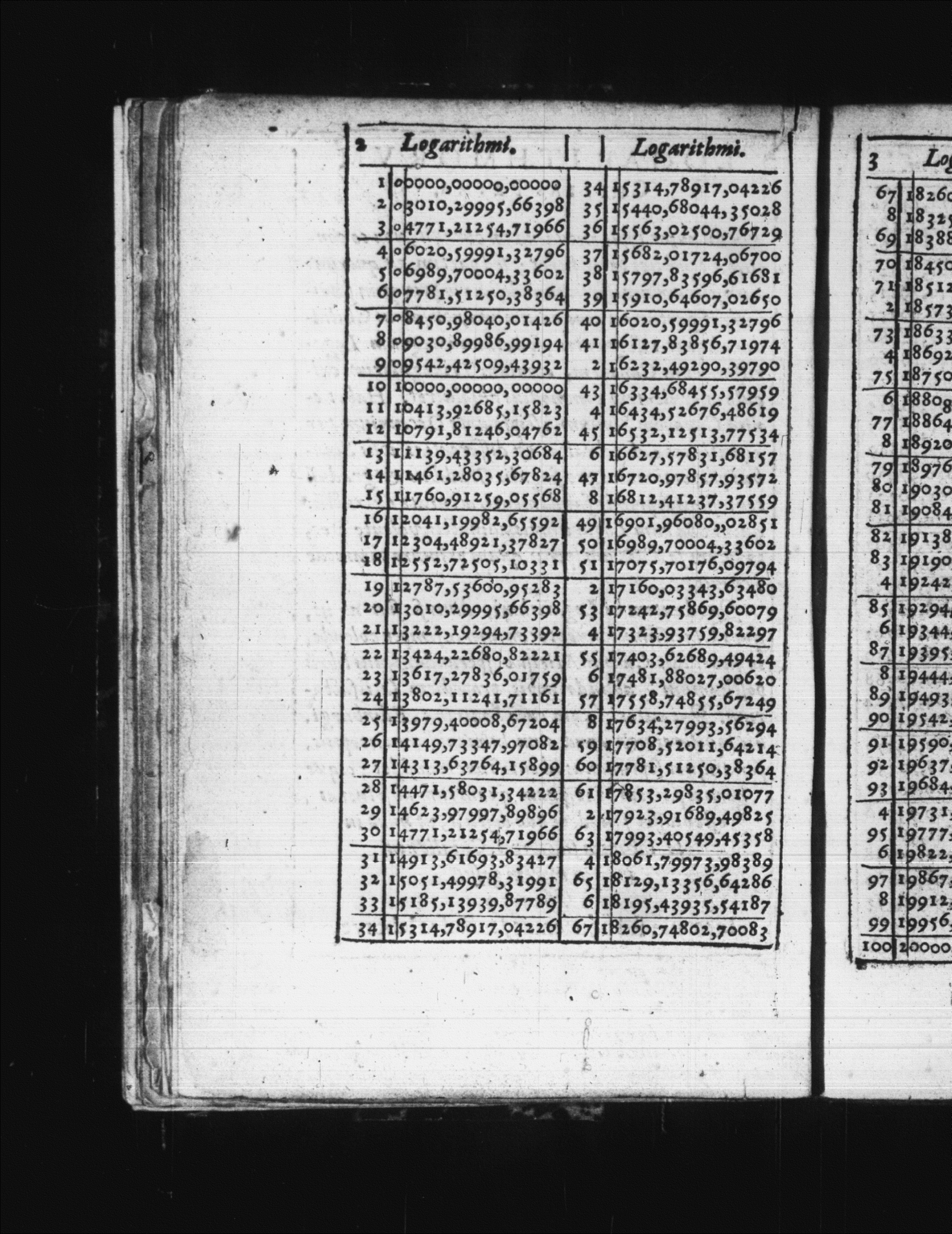
Una página del Logarithmorum Chilias Prima (1617) de Henry Briggs, que muestra el logaritmo de base 10 (común) de los enteros de 0 a 67 con catorce lugares decimales

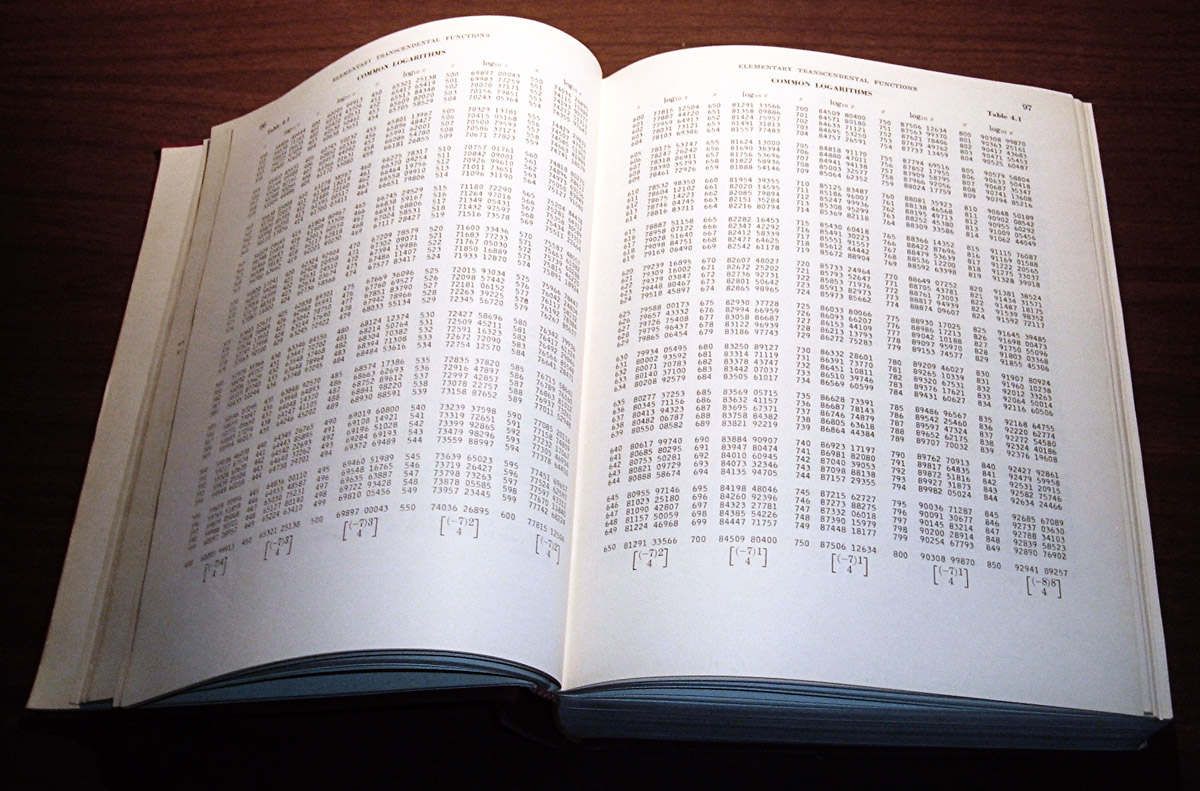
Parte de una tabla de logaritmos comunes del en el libro de referencia Abramowitz y Stegun

Una página de una tabla de logaritmos de funciones trigonométricas del American Practical Navigator (2002). Se incluyen columnas de diferencias para facilitar su interpolación

Tablas matemáticas de logaritmos comunes (base 10) se utilizaron ampliamente en los cálculos antes de la llegada de las Computadoras y las calculadoras, no solo porque los logaritmos convierten los problemas de multiplicación y división en problemas de suma y resta mucho más fáciles, sino por una propiedad adicional que es única de la base-10 y resulta útil: cualquier número positivo en base 10 puede expresarse como el producto de un número del intervalo [1,10) y una potencia entera de 10. Esto se puede imaginar como el desplazamiento del separador decimal del número dado, incrementándose en una unidad el exponente negativo de 10 cuando se desplaza un lugar a la derecha, y en una unidad positiva cuando se desplaza a la izquierda. Solo los logaritmos de estos números normalizados (aproximados en un cierto número de dígitos), que se denominan mantisas, deben tabularse en listas con una precisión similar (un número predeterminado de dígitos). Estas mantisas son todas positivas, y pertenecen al intervalo [0,1). El logaritmo común de cualquier número positivo dado se obtiene sumando su mantisa al logaritmo común del segundo factor. Este logaritmo se llama la característica del número dado. Dado que el logaritmo común de una potencia de 10 es exactamente su exponente, la característica es un número entero, lo que hace que el logaritmo común sea excepcionalmente útil al trabajar con números decimales. Para números menores que 1, la característica hace que el logaritmo resultante sea negativo (consúltese el artículo dedicado al logaritmo común para obtener detalles sobre el uso de características y mantisas). 

### Primeras tablas
Michael Stifel publicó Arithmetica integra en Núremberg en 1544, obra que contiene una tabla de enteros y potencias de 2 que se ha considerado una versión temprana de una tabla logarítmica.
El método de los logaritmos fue propuesto públicamente por John Napier en 1614, en un libro titulado Mirifici Logarithmorum Canonis Descriptio (Descripción de la maravillosa regla de los logaritmos). El libro contenía cincuenta y siete páginas de material explicativo y noventa páginas de tablas relacionadas con los logaritmos naturales. El matemático inglés Henry Briggs visitó a Napier en 1615 y propuso una nueva escala para los logaritmos de Napier, ideando lo que ahora se conoce como logaritmos comunes o de base 10. Napier delegó a Briggs el cálculo de una tabla revisada, y luego publicaron, en 1617, Logarithmorum Chilias Prima ("Los Primeros Mil Logaritmos"), que incluía una breve descripción de los logaritmos y una tabla para los primeros 1000 enteros calculados hasta el decimal 14. 
Su Arithmetica Logarithmica (1624), publicada en formato folio, contiene los logaritmos de treinta mil números naturales con catorce decimales (desde 1 hasta 20.000; y desde 90.001 hasta 100.000). Posteriormente, Adriaan Vlacq amplió esta tabla, pero con 10 decimales, y Alexander John Thompson la extendió a 20 lugares en 1952. 
Briggs fue uno de los primeros en utilizar métodos de diferencias finitas para calcular tablas de funciones.
Posteriormente se descubrió que la tabla de Vlacq contenía 603 errores, pero "esto no puede considerarse como un gran número, si se tiene en cuenta que la tabla fue el resultado de un cálculo original, y que más de 2.100.000 cifras impresas están sujetas a error". Una edición del trabajo de Vlacq, que contenía muchas correcciones, se publicó en Leipzig en 1794 bajo el título Thesaurus Logarithmorum Completus, obra de Jurij Vega. 
La tabla de siete lugares de Jean-François Callet (París, 1795), en lugar de detenerse en 100.000, daba los logaritmos con ocho decimales de los números comprendidos entre 100.000 y 108.000, para disminuir los errores de interpolación, que eran mayores en la primera parte de la tabla. Este añadido generalmente se incluyó en las tablas confeccionadas con siete dígitos significativos. La única extensión importante publicada de la tabla de Vlacq fue realizada por Sang en 1871, cuya tabla contenía los logaritmos con siete posiciones de todos los números por debajo de 200.000. 
Briggs y Vlacq también publicaron tablas originales de los logaritmos de las funciones trigonométricas. Briggs completó una tabla de senos logarítmicos y tangentes logarítmicas para la centésima parte de cada grado con catorce decimales, con una tabla de senos naturales que alcanzaba quince lugares y las tangentes y secantes para los mismos con diez posiciones, todas ellas impresas en Gouda en 1631, y publicadas en 1633 bajo el título de Trigonometria Britannica. Los logaritmos de tablas de funciones trigonométricas simplifican los cálculos manuales cuando una función de un ángulo debe multiplicarse por otro número, como suele ser el caso. 
Además de las tablas mencionadas anteriormente, una gran colección, llamada Tables du Cadastre, fue construida bajo la dirección de Gaspard de Prony, según un nuevo cálculo original, bajo los auspicios del gobierno republicano francés de la década de 1790. Este trabajo, que contenía los logaritmos de todos los números hasta 100.000 con diecinueve lugares, y de los números entre 100.000 y 200.000 con veinticuatro lugares, solo se conserva en forma de manuscrito, "en diecisiete folios enormes", en el Observatorio de París. Se inició en 1792, y "la totalidad de los cálculos, que para asegurar una mayor precisión se realizaron por duplicado, y los dos manuscritos posteriormente recopilados con cuidado, se completaron en el corto espacio de dos años". La interpolación cúbica podría usarse para encontrar el logaritmo de cualquier número con una precisión similar. 
Para diferentes necesidades, se han compilado tablas de logaritmos que van desde pequeños manuales hasta ediciones de varios volúmenes:
| Año     | Autor                                                | Alcance                     | Lugares decimales        | Nota                                          |
| ------- | ---------------------------------------------------- | --------------------------- | ------------------------ | --------------------------------------------- |
| 1617    | Henry Briggs, Logarithmorum Chilias Prima            | 1–1000                      | 14                       | Véase imagen                                  |
| 1624    | Henry Briggs Arithmetica Logarithmica                | 1–20.000, 90.000–100.000    | 14                       |                                               |
| 1628    | Adriaan Vlacq                                        | 20.000–90.000               | 10                       | Contenía solo 603 errores                     |
| 1792–94 | Gaspard de Prony Tables du Cadastre                  | 1–100.000 y 100.000–200.000 | 19 y 24, respectivamente | "Diecisiete folios enormes", nunca publicados |
| 1794    | Jurij Vega Tesauro Logarithmorum Completus (Leipzig) |                             |                          | Edición corregida del trabajo de Vlacq        |
| 1795    | François Callet (París)                              | 100.000-108.000             | 7                        |                                               |
| 1871    | Sang                                                 | 1–200.000                   | 7                        |                                               |

## Regla de cálculo

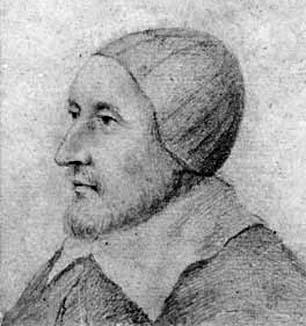
William Oughtred (1575-1660), inventor de la regla de cálculo circular

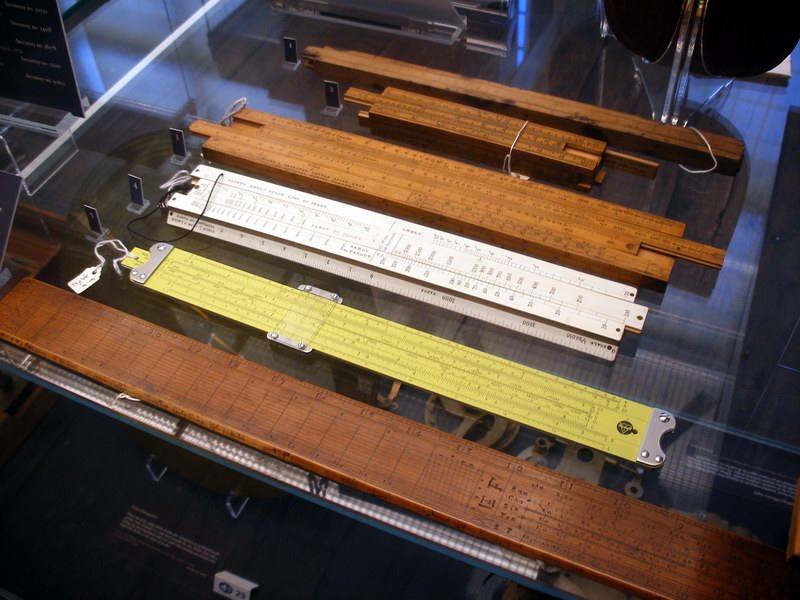
Una colección de reglas de cálculo en el Museo de Historia de la Ciencia, Oxford

La regla de cálculo se inventó alrededor de 1620-1630, poco después de la publicación de John Napier del concepto del logaritmo. Edmund Gunter de Oxford desarrolló un dispositivo de cálculo con una sola escala logarítmica; con herramientas de medición adicionales se podía usar para multiplicar y dividir. La primera descripción de esta escala fue publicada en París en 1624 por Edmund Wingate (c.1593-1656), un matemático inglés, en un libro titulado L'usage de la reigle de ratio en l'arithmetique & geometrie. El libro contiene una escala doble, logarítmica en un lado, tabular en el otro. En 1630, William Oughtred, de Cambridge, inventó una regla de cálculo circular, y en 1632 combinó dos reglas de Gunter portátiles para crear un dispositivo que es reconociblemente la regla de cálculo moderna. Al igual que su contemporáneo en Cambridge, Isaac Newton, Oughtred enseñó sus ideas en privado a sus alumnos. También, como Newton, se involucró en una controversia vitriólica sobre la prioridad, con su antiguo alumno Richard Delamain y las reivindicaciones anteriores de Wingate. Las ideas de Oughtred solo se hicieron públicas en los textos de su alumno William Forster en 1632 y 1653. 
En 1677, Henry Coggeshall creó una regla deslizante de dos pies de longitud (una vez totalmente desplegada) para cubicar troncos de madera, llamada Regla de cálculo Coggeshall, ampliando el uso de la regla de cálculo más allá de la investigación matemática. 
En 1722, Warner introdujo las escalas de dos y tres décadas, y en 1755 Everard incluyó una escala invertida. Una regla de cálculo que contiene todas estas escalas se conoce generalmente como una regla "polifásica". 
En 1815, Peter Mark Roget inventó la regla de cálculo de logaritmo a logaritmo, que incluía una escala que mostraba el logaritmo del logaritmo. Esto permitía al usuario realizar directamente cálculos que implican raíces y exponentes, algo especialmente útil para obtener potencias fraccionarias. 
En 1821, Nathaniel Bowditch, describió en el American Practical Navigator una "regla de deslizamiento" que contenía escalas funciones trigonométricas en la parte fija y una línea de senos y log-tans en el control deslizante utilizado para resolver problemas de navegación. 
En 1845, Paul Cameron de Glasgow introdujo una regla de cálculo náutica capaz de determinar parámetros de navegación, incluidos la ascensión recta y la declinación del sol y las estrellas principales.

### Forma moderna

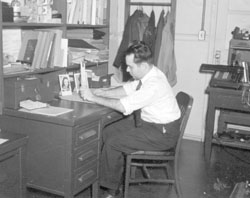
Ingeniero usando una regla de cálculo, con una calculadora mecánica en segundo plano, a mediados del siglo XX

Una forma más moderna de regla de cálculo fue creada en 1859 por el teniente de artillería francés Amédée Mannheim, "quien tuvo la suerte de que una empresa de renombre nacional fabricara su regla y la adoptara la Artillería francesa". Fue por esta época cuando la ingeniería se convirtió en una profesión reconocida, lo que resultó en el uso generalizado de reglas de cálculo en Europa, pero no en los Estados Unidos. Allí se impuso la regla cilíndrica de Edwin Thacher a partir de 1881. La regla dúplex fue inventada por William Cox en 1891, siendo producida por Keuffel y Esser Co. de Nueva York.